# Aedes malikuli
Aedes malikuli är en tvåvingeart som beskrevs av Huang 1973. Aedes malikuli ingår i släktet Aedes och familjen stickmyggor. Inga underarter finns listade i Catalogue of Life.